# Enter Sandman
Enter Sandman е песен на американската хевиметъл група Металика, издадена на 29 юли 1991 г. и е първият сингъл от петия им студиен албум, озаглавен Metallica. Музиката е написана от Кърк Хамет, Джеймс Хетфийлд и Ларс Улрих. Текстът е дело на Хетфийлд.
Главният акцент, както в текста, така и в клипа, са кошмарите на едно дете, които неочаквано се превръщат в реалност.
Сингълът получава платинен статус за продадени над 1 милион копия в САЩ, което довежда до над 30 милиона продадени копия на албумът Metallica и довежда групата до световна полулярност. Одобрена от музикалните критици, песента става част от всички live албуми и DVD издания след 1991 г., и се изпълнява на живо при церемонии по връчване на награди или концерти за набиране на средства.